# Alan Hatherly
Alan Hatherly (n. 15 martie 1996, Durban, Africa de Sud) este un ciclist sud-african, medaliat olimpic. A participat la 3 ediții ale Jocurilor Olimpice (2016, 2020, 2024) în care a câștigat 1 medalie de bronz.